# Aulosaccus
Aulosaccus is een geslacht van sponsdieren uit de klasse van de Hexactinellida.

## Soorten
- Aulosaccus fissuratus Okada, 1932
- Aulosaccus ijimae (Schulze, 1899)
- Aulosaccus mitsukuri Ijima, 1898
- Aulosaccus schulzei Ijima, 1896
- Aulosaccus solaster Okada, 1932